# Liste der denkmalgeschützten Objekte in Purgstall an der Erlauf
Die Liste der denkmalgeschützten Objekte in Purgstall an der Erlauf enthält die 29 denkmalgeschützten, unbeweglichen Objekte der niederösterreichischen Marktgemeinde Purgstall an der Erlauf.

## Denkmäler
| Foto |                 | Denkmal | Standort                                           | Beschreibung | Metadaten |
| ---- | --------------- | --- | -------------------------------------------------- | --- | --- |
| ja   | Datei hochladen | Kath. Filialkirche hl. Nikolaus HERIS-ID: 21009 Objekt-ID: 17323                                                 | Feichsen 69 Standort KG: Feichsen                  | Der spätromanische Kirchenbau mit Langhaus, Chor und runder Apsis wurde um 1220 bis 1260 erbaut. Mit Wilhelm Zotti wurde die Filialkirche restauriert, das Langhaus erhielt eine Holzdecke, der Dachreiter wurde rekonstruiert. | BDA-Hist.: Q20170833 Status: § 2a Stand der BDA-Liste: 2025-06-30 Name: Kath. Filialkirche hl. Nikolaus GstNr.: .48 Kath. Filialkirche hl. Nikolaus (Purgstall an der Erlauf)                                           |
| ja   | Datei hochladen | Fundzone Unternberg HERIS-ID: 58368 Objekt-ID: 69001                                                             | Unternberg Standort KG: Hochrieß                   | Archäologische Fundstätte | BDA-Hist.: Q38082777 Status: Bescheid Stand der BDA-Liste: 2025-06-30 Name: Fundzone Unternberg GstNr.: 337, 339, 342, 343, 348, 310, 311, 344, 361                                                                     |
| ja   | Datei hochladen | Unternbergkapelle HERIS-ID: 21035 Objekt-ID: 17349                                                               | bei Unternberg 1 Standort KG: Hochrieß             | Die Unternbergkapelle ist ein quadratischer Bau aus dem 18. Jahrhundert mit Zeltdach und vergitterter Korbbogenöffnung. | BDA-Hist.: Q37858017 Status: Bescheid Stand der BDA-Liste: 2025-06-30 Name: Unternbergkapelle GstNr.: 298/2 |
| ja   | Datei hochladen | Buchbauerkapelle HERIS-ID: 21036 Objekt-ID: 17350                                                                | bei Weinberg 7 Standort KG: Hochrieß               | Die Buchbauerkapelle ist eine in neogotischen Formen errichtete Kapelle aus dem Jahr 1890. | BDA-Hist.: Q37858030 Status: Bescheid Stand der BDA-Liste: 2025-06-30 Name: Buchbauerkapelle GstNr.: 361 |
| ja   | Datei hochladen | Streimelwegerkapelle HERIS-ID: 21037 Objekt-ID: 17351                                                            | Standort KG: Hochrieß                              | Die sogenannte Feldbauer- oder Streimelwegerkapelle hat einen quadratischen Grundriss mit 3,3 m Seitenlänge und eine Höhe von ca. 5 m. Sie wurde 1889 von Johann Streimelweger zum Andenken an seine verstorbene erste Ehefrau errichtet. Der neugotische Altar im Inneren ist mit einer Lourdsstatue ausgestattet. Eine Gedenktafel an der Seitenwand erinnert an den bei einem Verkehrsunfall verunglückten Anton Streimelweger. | BDA-Hist.: Q37858059 Status: Bescheid Stand der BDA-Liste: 2025-06-30 Name: Streimelwegerkapelle GstNr.: 330 |
| ja   | Datei hochladen | Ehem. Eisen- und Provianthändlerhaus HERIS-ID: 21013 Objekt-ID: 17327                                            | Alois-Fragner-Platz 2 Standort KG: Purgstall       | Das zweigeschoßige Gebäude aus der ersten Hälfte des 16. Jahrhunderts ist durch ein Schopfwalmdach gedeckt. Seitlich befindet sich eine hohe Tormauer mit Stichbogenportal aus dem 16. Jahrhundert. | BDA-Hist.: Q37857814 Status: Bescheid Stand der BDA-Liste: 2025-06-30 Name: Ehem. Eisen- und Provianthändlerhaus GstNr.: .46                                                                                            |
| ja   | Datei hochladen | Aufnahmsgebäude Bahnhof Purgstall HERIS-ID: 21008 Objekt-ID: 17322                                               | Bahnhofstraße 3 Standort KG: Purgstall             | Zweigeschoßiges Gebäude mit Mittelrisalit und Holzaufbau unter Schopfwalmdach, 1902/03 erbaut. | BDA-Hist.: Q37857749 Status: Bescheid Stand der BDA-Liste: 2025-06-30 Name: Aufnahmsgebäude Bahnhof Purgstall GstNr.: .184 Aufnahmsgebäude Bahnhof Purgstall an der Erlauf                                              |
| ja   | Datei hochladen | Flur-/Wegkapelle HERIS-ID: 21031 Objekt-ID: 17345                                                                | gegenüber Feichsenstraße 17 Standort KG: Purgstall | 1881 in neugotischen Formen erbaut. Statue des hl. Florian aus dem 3. Viertel des 18. Jahrhunderts. | BDA-Hist.: Q37857940 Status: § 2a Stand der BDA-Liste: 2025-06-30 Name: Flur-/Wegkapelle GstNr.: .196 Wegkapelle Feichsenstraße, Purgstall                                                                              |
| ja   | Datei hochladen | Befestigungsanlage HERIS-ID: 21001 Objekt-ID: 17315                                                              | bei Feichsenstraße 10 Standort KG: Purgstall       | An der Feichsenstraße steht der letzte von ehemals fünf Wehrtürmen, die um 1380 errichtet wurden und durch eine Ringmauer verbunden waren. Die vier anderen Türme, die Tore und der Großteil der Mauer wurden ab 1850 nach und nach abgerissen. | BDA-Hist.: Q37857652 Status: § 2a Stand der BDA-Liste: 2025-06-30 Name: Befestigungsanlage GstNr.: 377/4 Wehrturm Purgstall an der Erlauf                                                                               |
| ja   | Datei hochladen | Koesterhaus HERIS-ID: 21014 Objekt-ID: 17328                                                                     | Franz-Zehetgruber-Platz 7 Standort KG: Purgstall   | Hakenförmiger zweigeschoßiger Bau mit gestaffelter Fassade, Runderker und Walmdach. Ursprünglich Meierhof des Passauer Domkapitels; 1590–1780 im Besitz der Eisenprovianthändlerfamilie Rosner. | BDA-Hist.: Q37857828 Status: Bescheid Stand der BDA-Liste: 2025-06-30 Name: Koesterhaus GstNr.: .144/1 Koesterhaus, Purgstall an der Erlauf                                                                             |
| ja   | Datei hochladen | Friedhof HERIS-ID: 21004 Objekt-ID: 17318                                                                        | Friedhofstraße 14 Standort KG: Purgstall           | Der Friedhof wurde 1786 errichtet und 1874 die Kapelle mit neugotischen Formen. | BDA-Hist.: Q37857694 Status: § 2a Stand der BDA-Liste: 2025-06-30 Name: Friedhof GstNr.: 541 |
| ja   | Datei hochladen | Figurenbildstock hl. Johannes Nepomuk HERIS-ID: 21007 Objekt-ID: 17321                                           | Graf-Schaffgotsch-Gasse Standort KG: Purgstall     | Die Johannes-Nepomuk-Statue auf einem Volutenpostament mit Inschriftkartusche ist mit 1722 datiert. | BDA-Hist.: Q37857725 Status: § 2a Stand der BDA-Liste: 2025-06-30 Name: Figurenbildstock hl. Johannes Nepomuk GstNr.: 810                                                                                               |
| ja   | Datei hochladen | Kath. Pfarrkirche hl. Petrus HERIS-ID: 20999 Objekt-ID: 17313                                                    | Kirchenplatz 2 Standort KG: Purgstall              | Spätgotische wuchtige Kirchenbau aus 1418/1450 mit barockem Chorneubau 1712/1719 mit Jakob Prandtauer. Bemerkenswerte spätgotische Gewölbe im Langhaus. Kriegerdenkmal mit Josef Schagerl senior (1923). Seitenaltarbilder von Martin Johann Schmidt und Franz Xaver Wagenschön. Figuren in den Turmseitenkapellen von Otto Moroder. Orgel von Ignaz Gatto der Jüngere (1792) wiederhergestellt von Gerhard Hradetzky (1980). | BDA-Hist.: Q20062676 Status: § 2a Stand der BDA-Liste: 2025-06-30 Name: Kath. Pfarrkirche hl. Petrus GstNr.: .138 Pfarrkirche hl. Petrus, Purgstall an der Erlauf                                                       |
| ja   | Datei hochladen | Pfarrhof HERIS-ID: 21000 Objekt-ID: 17314                                                                        | Kirchenplatz 4 Standort KG: Purgstall              | Zweigeschoßiges Gebäude mit Walmdach und Mittelflur, im Kern aus dem 17. Jahrhundert. | BDA-Hist.: Q37857637 Status: § 2a Stand der BDA-Liste: 2025-06-30 Name: Pfarrhof GstNr.: 532 |
| ja   | Datei hochladen | Marktbrücke HERIS-ID: 21005 Objekt-ID: 17319                                                                     | bei Kirchenstraße 1 Standort KG: Purgstall         | Die ursprüngliche Marktbrücke war eine Holzbrücke aus dem 14. Jahrhundert, deren Erhaltung erhebliche Kosten verursachte und die mehrfach neu gebaut werden musste. Erst 1872 wurde die heutige Steingewölbebrücke gebaut. 1911 wurde ein Gehsteig angefügt und 1980 verbreitert, dabei wurden die Betongeländer im Stil der originalen Geländer erneuert. Das einzige Segmenttonnengewölbe hat eine Stützweite von über 23 Meter und eine Stichhöhe von über 5 Meter. Die Gesamtlänge der Brücke beträgt 33,2 Meter, der Gewölbescheitel liegt 9,2 Meter über dem Wasserspiegel. In der Mitte der Brücke steht ein Kruzifix. | BDA-Hist.: Q37857715 Status: § 2a Stand der BDA-Liste: 2025-06-30 Name: Marktbrücke GstNr.: 830/1 Marktbrücke Purgstall an der Erlauf                                                                                   |
| ja   | Datei hochladen | Gasthaus, ehem. Eisen- und Provianthändlerhaus HERIS-ID: 21022 Objekt-ID: 17336seit 2017                         | Kirchenstraße 13 Standort KG: Purgstall            | | BDA-Hist.: Q37857930 Status: Bescheid Stand der BDA-Liste: 2025-06-30 Name: Gasthaus, ehem. Eisen- und Provianthändlerhaus GstNr.: 485/1                                                                                |
| ja   | Datei hochladen | Vogel´sches Benefizium HERIS-ID: 21015 Objekt-ID: 17329                                                          | Kirchenstraße 19 Standort KG: Purgstall            | Blockhafter Bau mit steilem Walmdach, Steingewändeportal und korbbogiger Tormauer, erbaut 1748. Ehemalige Wohnstätte des Lokalhistorikers Coelestin Schachinger. | BDA-Hist.: Q37857843 Status: Bescheid Stand der BDA-Liste: 2025-06-30 Name: Vogel´sches Benefizium GstNr.: 480/3 Vogelsches Benefizium, Purgstall an der Erlauf                                                         |
| ja   | Datei hochladen | Heimatmuseum, Ledererhaus, ehem. Gerberei HERIS-ID: 21002 Objekt-ID: 17316                                       | Mariazeller Straße 2 Standort KG: Purgstall        | Das Haus mit Seitenrisalit und Sgraffitodekor wurde im 16./17. Jahrhundert errichtet. | BDA-Hist.: Q37857674 Status: § 2a Stand der BDA-Liste: 2025-06-30 Name: Heimatmuseum, Ledererhaus, ehem. Gerberei GstNr.: .147/2 Heimatmuseum Ledererhaus, Purgstall an der Erlauf                                      |
| ja   | Datei hochladen | Raßߴsches Schulstiftungshaus HERIS-ID: 21016 Objekt-ID: 17330                                                    | Mariazeller Straße 7 Standort KG: Purgstall        | Im Jahre 1875 stiftete Fritz Raß Haus und Garten für Schulzwecke. Bis zur Eröffnung der neuen Schule im Jahre 1908 wurde darin unterrichtet. | BDA-Hist.: Q37857857 Status: Bescheid Stand der BDA-Liste: 2025-06-30 Name: Raßߴsches Schulstiftungshaus GstNr.: .145                                                                                                   |
| ja   | Datei hochladen | Ehem. Eisen- und Provianthändlerhaus HERIS-ID: 21017 Objekt-ID: 17331                                            | Pöchlarner Straße 3 Standort KG: Purgstall         | Haus mit Schopfwalmdach, im Kern aus dem 16. Jahrhundert. Im Giebel gerahmtes Stuckrelief der Maria Immaculata unter Draperiebaldachin vom Ende des 18. Jahrhunderts. | BDA-Hist.: Q37857876 Status: Bescheid Stand der BDA-Liste: 2025-06-30 Name: Ehem. Eisen- und Provianthändlerhaus GstNr.: .32                                                                                            |
| ja   | Datei hochladen | Rathaus HERIS-ID: 21003 Objekt-ID: 17317                                                                         | Pöchlarner Straße 17 Standort KG: Purgstall        | Das Gebäude stammt im Kern aus dem 16. und 17. Jahrhundert. Späthistoristische Fassade mit Giebelrisalit von 1906. | BDA-Hist.: Q37857685 Status: § 2a Stand der BDA-Liste: 2025-06-30 Name: Rathaus GstNr.: 387 |
| ja   | Datei hochladen | Bürgerhaus HERIS-ID: 21018 Objekt-ID: 17332                                                                      | Pöchlarner Straße 20 Standort KG: Purgstall        | Zweigeschoßiges Gebäude mit riesenpilastergegliederter Fassade, Walmdach und seitlicher Korbbogentormauer, im Kern aus dem 16. und 17. Jahrhundert. | BDA-Hist.: Q37857892 Status: Bescheid Stand der BDA-Liste: 2025-06-30 Name: Bürgerhaus GstNr.: .76 |
| ja   | Datei hochladen | Bürgerhaus HERIS-ID: 21019 Objekt-ID: 17333                                                                      | Pöchlarner Straße 24 Standort KG: Purgstall        | An der Seitenfront Reste sgraffitierter Fensterrahmen, die um 1609 angebracht wurden. | BDA-Hist.: Q37857915 Status: Bescheid Stand der BDA-Liste: 2025-06-30 Name: Bürgerhaus GstNr.: .72 |
| ja   | Datei hochladen | Försterhaus HERIS-ID: 21012 Objekt-ID: 17326                                                                     | Pöchlarner Straße 38 Standort KG: Purgstall        | Das Försterhaus ist ein eingeschoßiger Bau aus dem ersten Viertel des 17. Jahrhunderts. Es diente bis ins 20. Jahrhundert als Wohnhaus des herrschaftlichen Jägers. | BDA-Hist.: Q37857798 Status: Bescheid Stand der BDA-Liste: 2025-06-30 Name: Försterhaus GstNr.: .61 |
| ja   | Datei hochladen | Flur-/Wegkapelle, sog. Marterkreuz, ehem. Hochgericht vom Alt-Schloss Purgstall HERIS-ID: 21033 Objekt-ID: 17347 | bei Pöchlarner Straße 45 Standort KG: Purgstall    | Bis in die Zeit um 1700 befand sich an diesem Ort das Hochgericht von Purgstall. Die Kapelle wurde im 17. Jahrhundert errichtet. Über dem Eingang steht geschrieben: „Hochgericht des Altschloß Purgstall 1670“. Eine Tafel auf dem Gittertor nennt Johann Franz Lang als Stifter und verweist auf das Jahr 1695, als dieser die Kapelle neu erbauen ließ. Im Inneren befindet sich eine bereits 1632 erwähnte geschnitzte Kreuzigungsgruppe mit Jesus und den beiden Schächern, auf der die veraltende Bezeichnung des Denkmals als Marterkreuz beruht. Außerdem sind Darstellungen von Maria und Johannes sowie Bilder mit den Motiven „Mariä Opferung“ und „Mariä Vermählung“ mit Rokoko-Umrahmungen zu sehen. | BDA-Hist.: Q37857980 Status: § 2a Stand der BDA-Liste: 2025-06-30 Name: Flur-/Wegkapelle, sog. Marterkreuz, ehem. Hochgericht vom Alt-Schloss Purgstall GstNr.: .56                                                     |
| ja   | Datei hochladen | Schloss Purgstall HERIS-ID: 21010 Objekt-ID: 17324                                                               | Pöchlarner Straße 46 Standort KG: Purgstall        | Eine mächtige, seit dem 13. Jahrhundert gewachsene Anlage. Der Wohntrakt wurde im 17. und 18. Jahrhundert errichtet. Anmerkung: Das Schloss ist in Privatbesitz und nicht zugänglich. | BDA-Hist.: Q37857774 Status: Bescheid Stand der BDA-Liste: 2025-06-30 Name: Schloss Purgstall GstNr.: .1 Schloss Purgstall                                                                                              |
| ja   | Datei hochladen | Marktbefestigung HERIS-ID: 80077 Objekt-ID: 93787                                                                | Standort KG: Purgstall                             | Um 1380 wurde eine Marktbefestigung mit fünf Wehrtürmen und einer Ringmauer errichtet. Vier Türme, alle Tore und der Großteil der Mauer wurden ab 1850 nach und nach abgerissen. | BDA-Hist.: Q38172605 Status: Bescheid Stand der BDA-Liste: 2025-06-30 Name: Marktbefestigung GstNr.: 377/4, 387, 388, .30, 382, .54, 383, 806/2, .42, 391, 393, 394/1, 394/2, 395, 396, 379/2, .52, 397, 399, .178, 384 |
| ja   | Datei hochladen | Flur-/Wegkapelle HERIS-ID: 21034 Objekt-ID: 17348                                                                | bei Stock 12 Standort KG: Zehnbach                 | Die über eine kleine Treppe zugängliche Kapelle wurde im 17. Jahrhundert errichtet. Ihre ursprünglichen Ausstattungsgegenstände, darunter ein zierlich gearbeitetes Renaissance-Altärchen mit Marienstatue, sind verlorengegangen. In den 1970er-Jahren wurde das damals schon schwer baufällige Denkmal von Johann und Margarete Weichberger, die das Standortgrundstück kurz zuvor erworben hatten, auf Anregung des ÖAMTC renoviert und als Christophorus-Kapelle adaptiert. | BDA-Hist.: Q37858006 Status: § 2a Stand der BDA-Liste: 2025-06-30 Name: Flur-/Wegkapelle GstNr.: 914/3 Flur-/Wegkapelle (Purgstall an der Erlauf)                                                                       |
| ja   | Datei hochladen | Bildstock HERIS-ID: 21032 Objekt-ID: 17346                                                                       | Standort KG: Zehnbach                              | Das sogenannte Türken- oder Schutzengelkreuz ist mit 1649 bezeichnet, wobei sich diese Jahreszahl auf eine ältere Säule am Ufer der Erlauf bezieht, die einige Zeit nach ihrem Verlust von einem Pfarrer der Gemeinde ersetzt wurde. Die volkstümliche Bezeichnung als Türkenkreuz wurde auf die neue Säule übertragen. 1958 oder 1959 wurde sie bei Straßenbauarbeiten abgebrochen und ihre Trümmer in einer Ackerfurche abgelegt. Von dem akademischen Bildhauer Heribert Rath aus Wien renoviert, wurde sie 1961 wieder aufgestellt und 1977 an den Standort an der B 35 bei der Abzweigung nach Saffen versetzt. An der Spitze befindet sich ein aus Blech gestanztes Engelsbildnis (im 20. Jahrhundert nach alten Fotos neu angefertigt), darunter ein vierseitiger Aufsatz mit drei Votivbildern, die 2005 aufgrund ihres schlechten Zustands von dem Purgstaller Künstler Josef Zagler neu gemalt wurden. | BDA-Hist.: Q37857967 Status: § 2a Stand der BDA-Liste: 2025-06-30 Name: Bildstock GstNr.: 335 Bildstock Zehenbach (Purgstall an der Erlauf)                                                                             |